# Institut français d'Amérique centrale
L’Institut français d’Amérique centrale (IFAC), basé à San José au Costa Rica, est une structure du Ministère français des affaires étrangères et du développement international (MAEDI) qui impulse, pilote et cofinance des actions de coopération avec les entités locales, régionales et multilatérales dans les sept pays de l’isthme américain : 
- Guatemala
- Honduras
- El Salvador – Bélize
- Nicaragua
- Costa Rica
- Panama

## Historique
L’IFAC a été créé en 1999 sous l’appellation de Centre culturel et de coopération pour l’Amérique centrale (CCCAC). En 2009, le SCAC de San José a fusionné avec le CCCAC. Puis le 1er janvier 2011, le CCCAC est devenu l’Institut français d’Amérique centrale, à la suite d'une réforme mondiale du réseau culturel et de coopération du Ministère français des Affaires étrangères initiée par la loi du 27 juillet 2010, en remplacement des activités culturelles françaises qui étaient jusque-là réunies au sein de l'association Culturesfrance,.
L’IFAC est placé sous la responsabilité du Conseiller de Coopération et d’Action Culturelle pour l’Amérique Centrale, qui dirige une équipe à vocation régionale composée d’un service comptabilité et de services spécialisés dans différents domaines d’intervention :
- Coopération Linguistique et Éducative ;
- Coopération Culturelle et Audiovisuelle ;
- Coopération Scientifique, Technique et Universitaire.

Ses locaux, équipés depuis 2011 de deux modernes salles de réunion pouvant accueillir 35 personnes, abritent les services de coopération régionale ainsi que l’espace régional Campus France.